# Parorchestia
Genre
Parorchestia est un genre d'amphipodes de la famille des Talitridae.

## Liste d'espèces
Selon Catalogue of Life (26 août 2019) :
- Parorchestia gowerensis Bousfield, 1967
- Parorchestia ihurawao Duncan, 1994
- Parorchestia kinabaluensis Shoemaker, 1935
- Parorchestia lagunae Baker, 1915
- Parorchestia lesliensis (Hurley, 1957)
- Parorchestia longicornis Stephensen, 1938
- Parorchestia luzonensis Baker, 1915
- Parorchestia tenuis (Dana, 1852)

Selon World Register of Marine Species (26 août 2019) :
- Parorchestia ihurawao Duncan, 1994
- Parorchestia kinabaluensis Shoemaker, 1935
- Parorchestia lagunae Baker, 1915
- Parorchestia longicornis Stephensen, 1938
- Parorchestia luzonensis Baker, 1915
- Parorchestia tenuis (Dana, 1852)